# Urbano Castellanos Castillo
Urbano Castellanos Castillo (Bucaramanga, 6 de agosto de 1876-Duitama, 5 de agosto de 1950) fue un militar colombiano. Adepto al Partido Conservador Colombiano.

## Biografía
Nacido en Bucaramanga en 1876, cuando se dirigía a estudiar a la Universidad Nacional fue llamado al servicio en 1899, siendo militar graduado, en 1900 ascendido a General y para octubre de 1902 es nombrado como General de División.
Estuvo en combates de la Guerra de los Mil Días como la Batalla de Bucaramanga, la Batalla de Peralonso y Capitanes, convirtiéndose en comandante durante la campaña de la costa en 1900, empezando por las Sabanas de Bolívar, y terminando en el Magdalena entre 1901 y 1902, además de batirse en el Combate de Ciénaga en contra de las fuerzas del General Rafael Uribe Uribe.
Firmó el Tratado de Neerlandia, la hacienda en el Magdalena que sirvió para hacer la paz en esta zona del país entre liberales y conservadores.
Nombrado jefe en la Misión Militar de Colombia en Perú.

## Homenajes
Lleva su nombre el Batallón de Alta Montaña No. 5 General Urbano Castellanos Castillo.